# Siennica (dopływ Wieprza)
Siennica (Wierzchowianka) – struga, prawy dopływ Wieprza o długości 22,45 km. 
Źródło strugi znajduje się w okolicy wsi Wierzchowiny. Początkowo płynie ona w kierunku południowo-zachodnim, mija miejscowości Żdżanne i Zagroda, gdzie zasila w wodę miejscowe stawy. Następnie mija wieś Kozieniec, skręca na zachód i płynie pomiędzy wsiami: Wola Siennicka i Siennica Różana. Płynąc dalej na zachód, mija miejscowości Siennica Królewska Mała i Siennica Nadolna, przepływa pod drogą wojewódzką nr 812, po czym w okolicach Wincentowa wpada do Wieprza.